# Bill Perry
Bill Perry (ur. 25 grudnia 1958 w Chester w stanie Nowy Jork, zm. 17 lipca 2007 Nowym Jorku) – amerykański gitarzysta bluesowy. 
Czasy największej popularności Perry’ego przypadły na lata 80 XX wieku, kiedy występował między innymi z Garthem Hudsonem i Levonem Helmem. W Polsce wystąpił tylko raz podczas Jimiway Blues Festiwal 2006 w Ostrowie Wielkopolskim.  
Zmarł na zawał serca w wieku 49 lat.